# Myron Weiner
Myron Weiner (* 11. März 1931 in New York; † 3. Juni 1999 in Moretown, Vermont) war ein US-amerikanischer Politikwissenschaftler und Hochschullehrer.

## Leben und Wirken
Nach dem Besuch des City College of New York studierte Myron Weiner Politikwissenschaft an der Princeton University und erwarb dort 1953 den Magistergrad. Zwei Jahre später (1955) promovierte er an dieser Universität zum Ph.D. Zunächst arbeitete er dann als wissenschaftlicher Assistent an der Princeton University und der University of Chicago. Ab 1961 war er dann am Massachusetts Institute of Technology tätig, seit 1965 als Professor. Dort lehrte und forschte er bis zum Eintritt in den Ruhestand 1999. Von 1987 bis 1992 und von 1995 bis 1996 war er dort Direktor des „Center for International Studies“. Gastdozenturen führten Weiner an die Harvard University, die Universität Oxford, die Hebrew University in Jerusalem, die University of Delhi und die Universität Paris. Er wirkte als Berater und Mitglied zahlreicher wissenschaftlicher Vereinigungen und politischer Institutionen weltweit.
Weiner war Mitglied der American Academy of Arts and Sciences und wurde noch einen Monat vor seinem Tod in die American Philosophical Society gewählt.
Myron Weiner beschäftigte sich vor allem mit den politischen und sozialen Entwicklungen in der Dritten Welt, insbesondere in Indien. Besonders genannt wurde sein Buch über die Kinderarbeit in Indien.

## Veröffentlichungen (Auswahl)
- Party politics in India. The development of a multi-party system. Princeton University Press, Princeton, NJ. 1957.
- Political change in South Asia. Mukhopadhyay, Calcutta 1963.
- (Hrsg.): Indian voting behavior. Studies of the 1962 general elections.  Mukhopadhyay, Calcutta 1965.
- (Hrsg., mit Joseph LaPalombara): Political parties and political development. Princeton University Press, Princeton, NJ 1966.
- (Hrsg.): Modernization. The dynamics of growth. Basic Books, New York 1966.
- Party building in a new nation. The Indian National Congress. University of Chicago Press, Chicago 1967.
- (Hrsg.): State politics in India. Princeton University Press, Princeton, NJ 1968.
- The Politics of Scarcity. Public pressure and political response in India. 3. Aufl. University of Chicago Press, Chicago 1968.
- India at the polls. The parliamentary elections of 1977 (= AEI studies, Bd. 202). American Enterprise Inst. for Public Policy Research, Washington, D.C. 1978, ISBN 0-8447-3304-0.
- Sons of the soil. Migration and ethnic conflict in India. Princeton University Press, Princeton, NJ 1978, ISBN 0-691-09379-2.
- (mit Mary Fainsod Katzenstein): India's preferential politics. Migrants, the middle classes, and ethnic equality. University of Chicago Press, Chicago 1981.
- India at the polls 1980. A study of parliamentary election (= AEI studies, Bd. 340). American Enterprise Inst. for Public Policy Research, Washington, D.C. 1983, ISBN 0-8447-3467-5.
- (Hrsg.): Understanding political develoment. An analytical study. Little, Brown and Co., Boston 1987, ISBN 0-316-92859-3.
- (Hrsg.): Competitive elections in developing countries. Duke University Press, Durham, NC 1987, ISBN 0-8223-0685-9.
- The Indian paradox. Essays in Indian politics. Sage, New Delhi 1989, ISBN 81-7036-143-5.
- The child and the state in India. Child labor and education policy in comparative perspective. Princeton University Press, Princeton, NJ 1991, ISBN 0-691-01898-7.
- (Hrsg.): International migration and security. Westview Press, Boulder 1993, ISBN 0-8133-8774-4.
- (Hrsg.): The politics of social transformation in Afghanistan, Iran, and Pakistan. Syracuse University Press, Syracus, NY 1994, ISBN 0-8156-2608-8.
- The global migration crisis. Challenge to states and to human rights. HarperCollins College Publ., New York 1995, ISBN 0-06-500232-6.
- (mit Michael S. Teitelbaum): Political demography, demographic engineering. Berghahn, New York 2001, ISBN 1-57181-253-9.

Gedenkschrift
- Ashutosh Varshney (Hrsg.): India and the politics of developing countries. Essays in memory of Myron Weiner. Sage, New Delhi 2004, ISBN 0-7619-3287-9.